# Nain Feto Rosário (Lalaia)

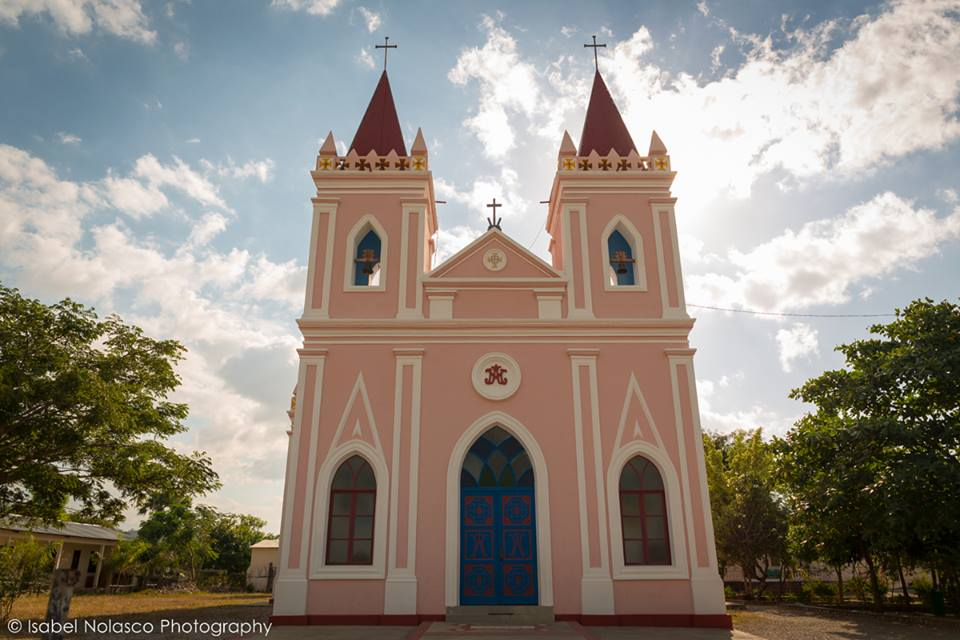
Kirche von Laleia (2015)

Nain Feto Rosário (deutsch Unsere Liebe Frau vom Rosenkranz) ist die römisch-katholische Kirche im osttimoresischen Ort Laleia. Sie liegt im Nordteil der Siedlung im Suco Lifau (Verwaltungsamt Laleia, Gemeinde Manatuto), westlich des Flusses Laleia. Geführt wird die Pfarrei von Kapuzinern. Laleia gehört zum Bistum Baucau.

## Bau und Ausstattung

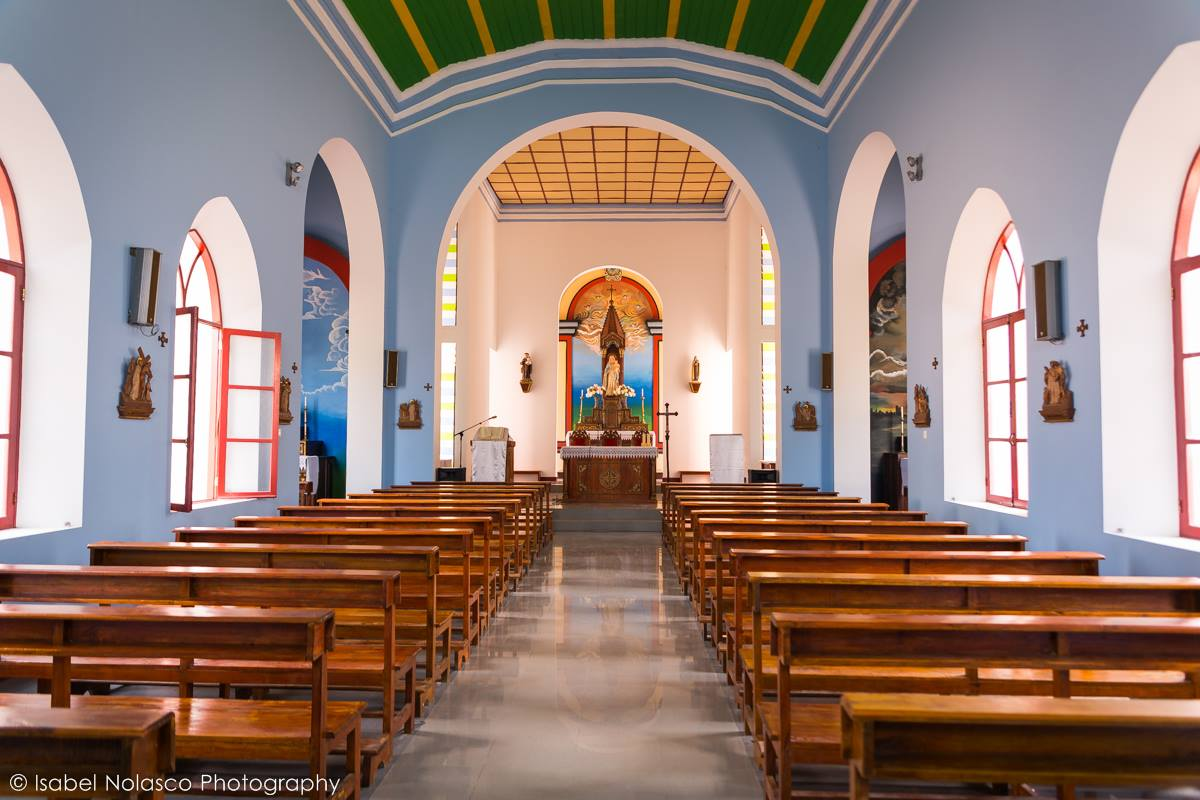
Das Innere der Kirche

Die Kirche ist in einem portugiesischen Stil mit gotischem Einfluss gehalten. Türen und Fenster sind noch im Originalzustand. Markant sind die beiden Glockentürme links und rechts vom Kirchenportal. Bei der Renovierung 2010 wurde der rosafarbene Anstrich der Kirche erneuert, der bis dahin nahezu vollständig ausgebleicht war. Die Dächer der Kirchtürme und des Kirchenschiffs sind in rot gehalten.
Auch innen ist die Kirche farbenfroh. Die Wände sind türkis, die Decke grün mit gelben Streifen und der Altarraum orange. Neben einer Statue der Schutzpatronin befinden sich in der Kirche Bilder des Heiligen Antonius, der Heiligen Teresa, vom Herz Jesu und eines des gekreuzigten Christus, welches 300 bis 400 Jahre alt sein soll.

## Geschichte

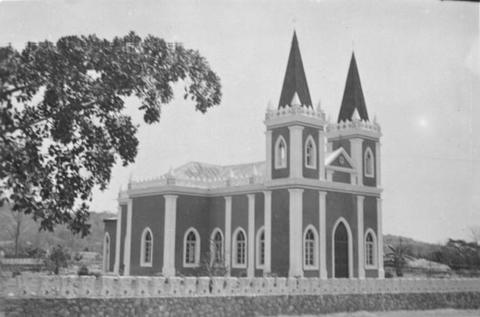
Die Kirche vor dem Zweiten Weltkrieg

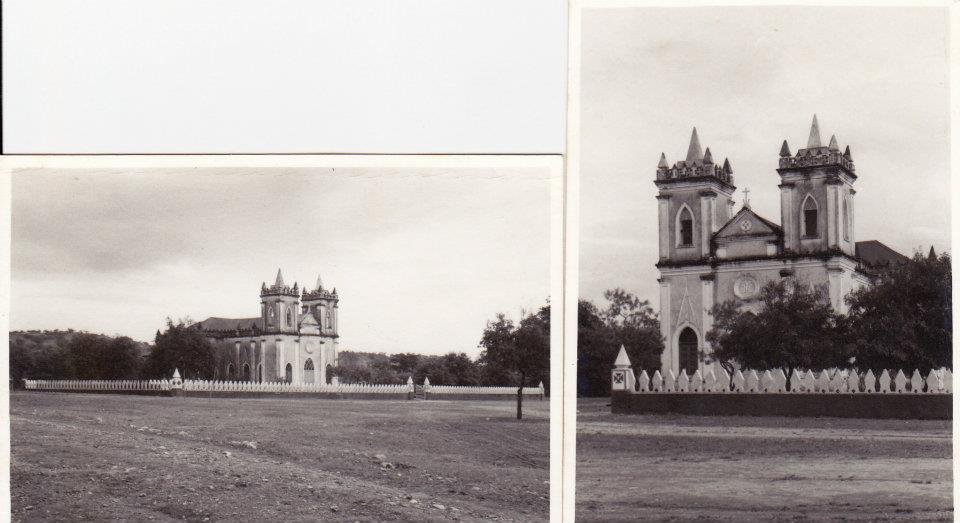
Kirche von Laleia (1970)

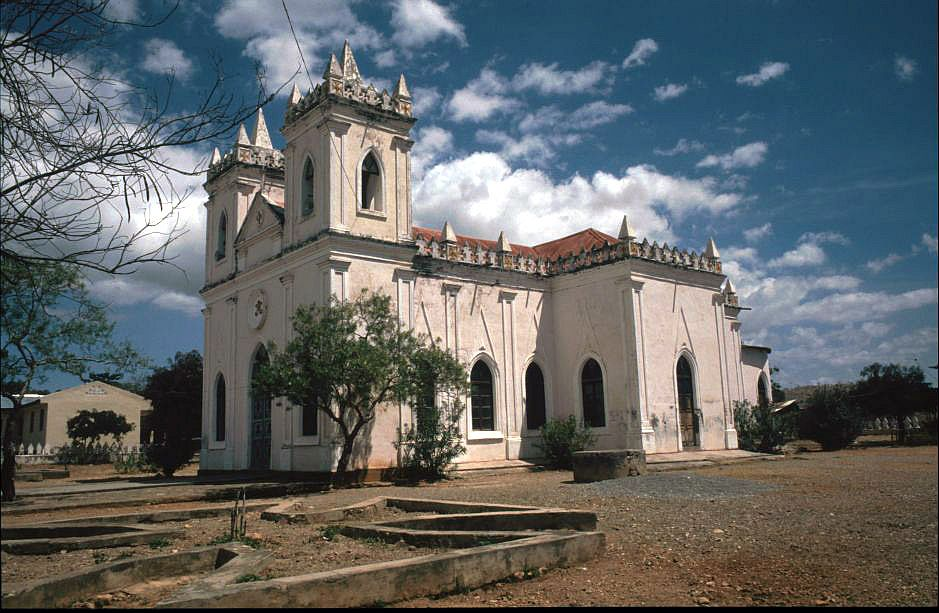
Kirche von Laleia (2003)

Bereits 1752 existierte in Laleia eine katholische Kirche. Mit dem Bau des heutigen Gebäudes wurde 1920 im Auftrag von Pfarrer Diogo Caetano de Almeida begonnen. Die Einweihung fand am 19. November 1933 statt. Zu Beginn der japanischen Besetzung Timors (1942–1945) mussten die beiden Glockentürme gekürzt werden. Der japanische Befehlshaber hatte nach einem kurzen Besuch in Laleia den Abriss der Kirche angeordnet. Mit Unterstützung der Japaner Leutnant Ono, Kommandant für den Distrikt Manatuto, und Unteroffizier Tanabe, Agent des Geheimdienstes, konnte der japanische Kommandeur aber von seinem Vorhaben abgebracht werden. Er beharrte jedoch auf die Kürzung der Turmspitzen. Das Kirchengebäude wurde von der japanischen Armee als Feldküche und Pferdestall benutzt.
1976 lagerte die indonesische Besatzungsarmee Kriegsmaterial in der Kirche ein. Auf dem Kirchplatz wurden Geschütze in Richtung der Berge aufgestellt, wo man Widerstandskämpfer der FRETILIN vermutete. Erst 1978 kehrte die Bevölkerung in den Ort zurück und unterwarf sich den Indonesiern. Die Kirche war nun völlig verwahrlost.
1991 fand ein großes Elektrifizierungsprogramm der Indonesier statt, bei dem die Hauptortschaften eine Stromversorgung erhalten sollten. Bei dieser Gelegenheit erhielt auch die Kirche von Laleia einen Stromanschluss.
Bei der Renovierung von 2010 wurden die Glockentürme wieder erhöht. Zudem erhielten sie an ihre Spitzen jeweils ein Kreuz. 2013 wurde mit einer grundlegenden Renovierung begonnen.

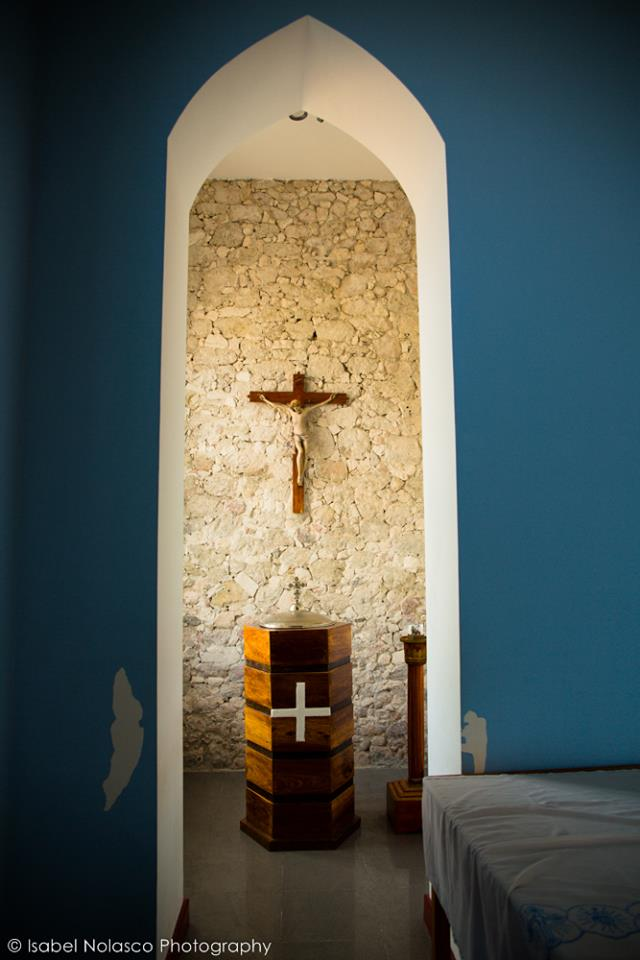
Taufbecken in der Kirche
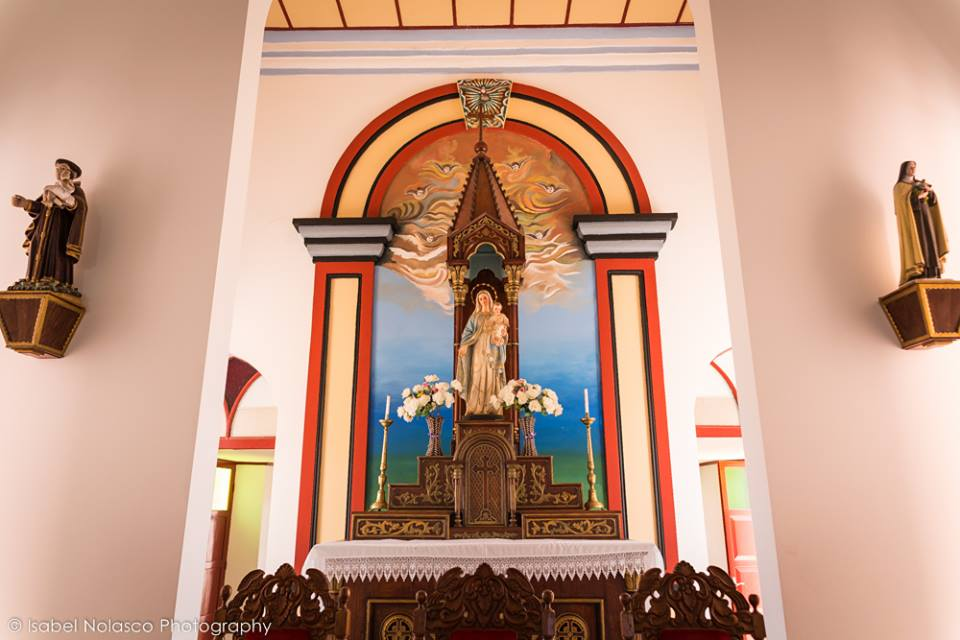
Der Marienaltar